# Hervé Fiévet
Hervé Fiévet (12 augustus 1974) is een Belgisch politicus voor de liberale MR.

## Biografie
Fiévet werd werkend vennoot en nadien zaakvoerder in de drukkerij die door zijn vader werd opgericht.
Voor de MR werd hij in oktober 2006 verkozen tot gemeenteraadslid van Fleurus, waar hij van december 2012 tot september 2014 schepen van Handel, Economische Zaken, Informatica, Sport en Mobiliteit was. Hij nam toen ontslag als schepen om professionele redenen en liet zich vervangen door zijn broer François Fiévet. Omdat beide broers niet samen in de gemeenteraad mochten zetelen, besloot Hervé Fiévet ook ontslag te nemen als gemeenteraadslid. Sindsdien is hij OCMW-raadslid van de gemeente.
Hij kwam tevens verschillende keren op bij de Waalse verkiezingen, in juni 2024 als derde opvolger in het arrondissement Charleroi-Thuin. Sinds december 2024 zetelt Fiévet in het Waals Parlement en het Parlement van de Franse Gemeenschap als vervanger van Tanguy Dardenne.
Daarnaast werd Fiévet bestuurslid bij de Autonome Haven van Charleroi.